# Arnold Palmer Invitational
De Arnold Palmer Invitational is een golftoernooi in de Verenigde Staten en maakt deel uit van de Amerikaanse PGA Tour. Het toernooi werd in 1966 opgericht  en wordt ook wel de Bay Hill Invitational genoemd, omdat het sinds 1974 altijd op de Bay Hill Club & Lodge in Bay Hill, Florida, wordt gespeeld.
De eerste editie werd gespeeld in 1966 en gewonnen door de Amerikaan Lionel Hebert. Het werd toen gezien als de opvolger van het Florida Citrus Open Invitational, dat gespeeld werd op de Rio Pinar Country Club, van 1966 tot 1973, in Orlando.
De Amerikaanse PGA heeft aan vijf toernooien de status verleend van een Invitational. De andere vier zijn The Heritage, de Memorial Tournament, de AT&T National en de Crowne Plaza Invitational at Colonial. Aangezien het een Invitational is, heeft de organisatie meer vrijheid te beslissen wie er worden uitgenodigd en hoeft zij geen rekening te houden met de PGA Ranking.
Het aantal spelers van dit toernooi is gelimiteerd tot 120 deelnemers. De top-70 van de PGA rangorde van het voorgaande jaar wordt uitgenodigd.

## Winnaars
| Jaar                                               | Winnaar                          | Score                            | Score                            | 1ste prijs ($)                   | Prijzengeld                      |
| Florida Citrus Open Invitational                   | Florida Citrus Open Invitational | Florida Citrus Open Invitational | Florida Citrus Open Invitational | Florida Citrus Open Invitational | Florida Citrus Open Invitational |
| -------------------------------------------------- | -------------------------------- | -------------------------------- | -------------------------------- | -------------------------------- | -------------------------------- |
| 1966                                               | Lionel Hebert                    | 279                              | –5                               | 21.000                           | 110.000                          |
| 1967                                               | Julius Boros                     | 274                              | –10                              | 23.000                           | 115.000                          |
| 1968                                               | Dan Sikes                        | 274                              | –14                              | 23.000                           | 115.000                          |
| 1969                                               | Ken Still                        | 278                              | –10                              | 23.000                           | 115.000                          |
| Florida Citrus Invitational                        |                                  |                                  |                                  |                                  |                                  |
| 1970                                               | Bob Lunn                         | 271                              | –17                              | 30.000                           | 150.000                          |
| 1971                                               | Arnold Palmer                    | 270                              | –18                              | 30.000                           | 150.000                          |
| Florida Citrus Open                                |                                  |                                  |                                  |                                  |                                  |
| 1972                                               | Jerry Heard                      | 276                              | –12                              | 30.000                           | 150.000                          |
| 1973                                               | Buddy Allin                      | 265                              | –23                              | 30.000                           | 150.000                          |
| 1974                                               | Jerry Heard                      | 273                              | –15                              | 30.000                           | 150.000                          |
| 1975                                               | Lee Trevino                      | 276                              | –12                              | 40.000                           | 200.000                          |
| 1976                                               | Hale Irwin                       | 270                              | –18                              | 40.000                           | 200.000                          |
| 1977                                               | Gary Koch                        | 274                              | –14                              | 40.000                           | 200.000                          |
| 1978                                               | Mac McLendon                     | 271                              | –17                              | 40.000                           | 200.000                          |
| Bay Hill Citrus Classic                            |                                  |                                  |                                  |                                  |                                  |
| 1979                                               | Bob Byman                        | 278                              | –6                               | 45.000                           | 250.000                          |
| Bay Hill Classic                                   |                                  |                                  |                                  |                                  |                                  |
| 1980                                               | Dave Eichelberger                | 279                              | –5                               | 54.000                           | 300.000                          |
| 1981                                               | Andy Bean                        | 266                              | –18                              | 54.000                           | 300.000                          |
| 1982                                               | Tom Kite                         | 278                              | –6                               | 54.000                           | 300.000                          |
| 1983                                               | Mike Nicolette                   | 283                              | –1                               | 63.000                           | 350.000                          |
| 1984                                               | Gary Koch                        | 272                              | –12                              | 72.000                           | 400.000                          |
| 1985                                               | Fuzzy Zoeller                    | 275                              | –9                               | 90.000                           | 500.000                          |
| 1986                                               | Dan Forsman                      | 202                              | –11                              | 90.000                           | 500.000                          |
| Hertz Bay Hill Classic                             |                                  |                                  |                                  |                                  |                                  |
| 1987                                               | Payne Stewart                    | 264                              | –20                              | 108.000                          | 600.000                          |
| 1988                                               | Paul Azinger                     | 271                              | –13                              | 135.000                          | 750.000                          |
| Nestle Invitational                                |                                  |                                  |                                  |                                  |                                  |
| 1989                                               | Tom Kite po                      | 278                              | –6                               | 144.000                          | 800.000                          |
| 1990                                               | Robert Gamez                     | 274                              | –14                              | 162.000                          | 900.000                          |
| 1991                                               | Andrew Magee                     | 203                              | –13                              | 180.000                          | 1.000.000                        |
| 1992                                               | Fred Couples                     | 269                              | –19                              | 180.000                          | 1.000.000                        |
| 1993                                               | Ben Crenshaw                     | 280                              | –8                               | 180.000                          | 1.000.000                        |
| 1994                                               | Loren Roberts                    | 275                              | –13                              | 216.000                          | 1.200.000                        |
| 1995                                               | Loren Roberts                    | 272                              | –16                              | 216.000                          | 1.200.000                        |
| Bay Hill Invitational                              |                                  |                                  |                                  |                                  |                                  |
| 1996                                               | Paul Goydos                      | 275                              | –13                              | 216.000                          | 1.200.000                        |
| 1997                                               | Phil Mickelson                   | 272                              | –16                              | 270.000                          | 1.500.000                        |
| 1998                                               | Ernie Els                        | 274                              | –14                              | 360.000                          | 2.000.000                        |
| 1999                                               | Tim Herron                       | 274                              | –14                              | 450.000                          | 2.500.000                        |
| 2000                                               | Tiger Woods                      | 270                              | –18                              | 540.000                          | 3.000.000                        |
| 2001                                               | Tiger Woods                      | 273                              | –15                              | 630.000                          | 3.500.000                        |
| Bay Hill Invitational presented by Cooper Tires    |                                  |                                  |                                  |                                  |                                  |
| 2002                                               | Tiger Woods                      | 275                              | –13                              | 720.000                          | 4.000.000                        |
| 2003                                               | Tiger Woods                      | 269                              | –19                              | 810.000                          | 4.500.000                        |
| Bay Hill Invitational presented by MasterCard      |                                  |                                  |                                  |                                  |                                  |
| 2004                                               | Chad Campbell                    | 270                              | -18                              | 900.000                          | 5.000.000                        |
| 2005                                               | Kenny Perry                      | 276                              | –12                              | 900.000                          | 5.000.000                        |
| 2006                                               | Rod Pampling                     | 274                              | –14                              | 990.000                          | 5.500.000                        |
| Arnold Palmer Invitational presented by MasterCard |                                  |                                  |                                  |                                  |                                  |
| 2007                                               | Vijay Singh                      | 272                              | –8                               | 990.000                          | 5.500.000                        |
| 2008                                               | Tiger Woods                      | 270                              | –10                              | 1.044.000                        | 5,800.000                        |
| 2009                                               | Tiger Woods                      | 275                              | –5                               | 1.080.000                        | 6.000.000                        |
| 2010                                               | Ernie Els                        | 277                              | –11                              | 1.080.000                        | 6.000.000                        |
| 2011                                               | Martin Laird                     | 272                              | –8                               | 1.080.000                        | 6.000.000                        |
| 2012                                               | Tiger Woods                      | 275                              | –13                              | 1.080.000                        | 6.000.000                        |
| 2013                                               | Tiger Woods                      | 275                              | –13                              | 1.116.000                        | 6.200.000                        |
| 2014                                               | Matt Every                       | 275                              | –13                              | 1.116.000                        | 6.200.000                        |
| 2015                                               | Matt Every                       | 269                              | –19                              | 1.134.000                        | 6.300.000                        |
| 2016                                               | Jason Day                        | 271                              | -17                              | 1.134.000                        | 6.300.000                        |
| 2017                                               | Marc Leishman                    | 277                              | -11                              | 1.566.000                        | 8.700.000                        |
| 2018                                               | Rory McIlroy                     | 270                              | -18                              | 1.602.000                        | 8.900.000                        |

| Toernooirecord |